# Gallussäure
Gallussäure (3,4,5-Trihydroxybenzoesäure, C6H2(OH)3COOH) ist eine aromatische Verbindung, die sich sowohl von der Benzoesäure als auch vom Pyrogallol (1,2,3-Trihydroxybenzol) ableitet. Die Struktur besteht aus einem Benzolring mit einer angefügten Carboxygruppe (–COOH) und drei Hydroxygruppen (–OH) als Substituenten. Sie gehört zur Gruppe der Trihydroxybenzoesäuren, ihre Salze heißen Gallate.

## Geschichte
Gallussäure wurde zuerst durch Carl Wilhelm Scheele beschrieben.
Als natürliches Produkt des pflanzlichen Sekundärstoffwechsels ist sie die wichtigste Ursprungsverbindung der aromatischen Verbindungen im Erdöl.

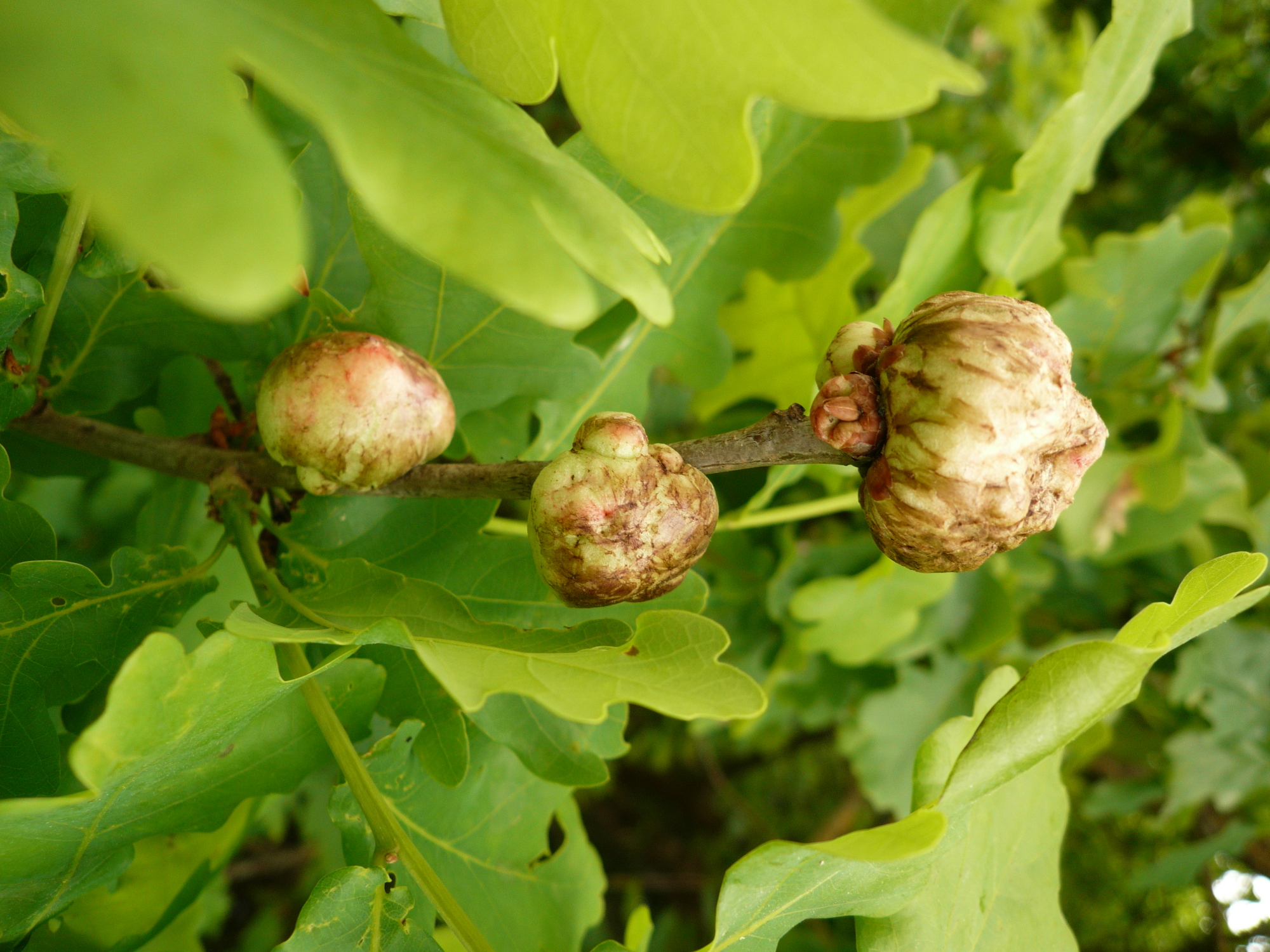
Mehrere Galläpfel an einem Zweig einer Eiche

## Vorkommen
Gallussäure ist der Baustein der pflanzlichen Gerbstoffgruppe der Gallotannine und kommt z. B. sehr reichhaltig in Eichenrinde und Galläpfeln vor.
Grüner Tee enthält im Vergleich zum Schwarztee den zehnfachen Gehalt an Gallussäure und doppelt so viel wie Oolong-Tee. Weiterhin finden sich relevante Mengen in Brombeeren, Himbeeren, schwarzen und weißen Johannisbeeren sowie Kakifrüchten.

## Synthese
Bei der industriellen Herstellung von Gallussäure werden meist Schimmelpilz (Penicillium glaucum, Aspergillus niger) eingesetzt, wobei das Enzym Tannase gebildet wird. Tannase zerlegt Tannine in Gallussäure und Zucker.
Gallussäure kann auch aus wässrigen Auszügen von Galläpfeln oder durch hydrolytische Spaltung mit verdünnten Säuren gewonnen werden.

## Eigenschaften
Beim Erhitzen von Gallussäure entsteht unter Kohlendioxid-Abspaltung (Decarboxylierung) das Pyrogallol (1,2,3-Trihydroxybenzol).

## Verwendung
Gallussäure wird verwendet zur Herstellung von Eisengallustinten (früher), Antioxidantien in Lebensmitteln, Sonnenschutzmitteln und Farbstoffen (z. B. Anthrazenbraun, Gallaminblau, Gallozyanin, Rufigallussäure).